# Yes or No
Pour le film américain sorti en 1920, voir Yes or No ?.
Série
Yes or No 2
(2012)
Pour plus de détails, voir Fiche technique et Distribution.
Yes or No pour le titre international (thai: อยากรัก ก็รักเลย, romanized: Yak Rak Ko Rak Loei; littéralement « Aimons comme nous voulons »), est un film thaïlandais lesbien réalisé par Saratswadee Wongsomphet, sorti en 2010,.

## Synopsis
Pie, une mignonne jeune fille, emménage dans le dortoir de l'université et découvre que sa colocataire Kim est une butch. 
Pie est d'abord choquée de partager sa chambre avec cette fille qui ressemble à un garçon. 
Mais comme leur amitié se développe, Pie et Kim commencent à se demander si le sentiment qu'elles ressentent l'une pour l'autre est juste de l'amitié ordinaire ou un véritable amour.

## Fiche technique
- Titre original : อยากรัก ก็รักเลย (Yak Rak Ko Rak Loei)
- Titre international : Yes or No
- Réalisation : Saratswadee Wongsomphet
- Scénario :
- Production :
- Société de production :
- Musique :
- Photographie :
- Montage :
- Langue d'origine : Thaï
- Pays d'origine : Thaïlande
- Format : Couleurs
- Genre : Comédie, romance saphique
- Durée : 102 minutes (1 h 42)
- Date de sortie : Thaïlande : 16 décembre 2010[3]

## Distribution[4]
- Sushar Manaying : Pie
- Supanart Jittaleela : Kim
- Arisara Thongborisut (อริสรา ทองบริสุทธิ์) : Jane
- Soranut Yupanun (สรณัฐ ยุปานันท์) : Waen
- Inthira Yeunyong (อินทิรา ยืนยง) : tante In
- Puttipong Pormsaka Na-Sakonnakorn : père de Kim
- Maneerat Wongsjirasakdi (มณีรัตน์ วงศ์จีระ) : la mère de Pie